# Tranvia Ivrea-Santhià
La tranvia Ivrea-Santhià era una linea tranviaria interurbana che collegò le città di Ivrea e Santhià fra il 1882 e il 1933.

## Storia

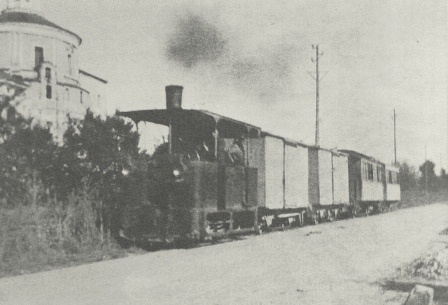
Cavaglià, tram davanti al santuario del Babilone

Il progetto della tranvia risale al 1880 a cura dell'ingegner Fowley di Bruxelles; la belga Société Générale des Chemins de Fer Economiques, che aveva assunto anche la concessione della tranvia Biella-Cossato e in seguito avrebbe ottenuto la gestione della tranvia Torino-Settimo Torinese, inaugurò la linea il 30 luglio 1882, dopo nove mesi di lavori. La linea era stata costruita per servire un territorio che viveva un forte sviluppo industriale e commerciale.
Il nuovo impianto consentiva di soddisfare le diverse esigenze di trasporto, non ultimo quello a fini turistici allora modesto ma in via di espansione in virtù della presenza del lago di Viverone. Il servizio fu impostato su tre corse giornaliere, in seguito portate a quattro.
Nel 1919, in considerazione del difficile periodo economico conseguente alla prima guerra mondiale, le tariffe chilometriche furono aumentate in maniera significativa, inducendo negative ricadute per le località servite.
Col passare del tempo la linea non apparve più in grado di soddisfare i bisogni delle popolazioni locali; nel 1923 la stessa fu acquisita dalle neocostituite Ferrovie Elettriche Biellesi, che presero in considerazione la sua conversione allo scartamento di 950 mm. Tale progetto, che avrebbe comportato altresì il totale rinnovo dell'impianto, non fu peraltro attuato.
La linea chiuse il 15 luglio 1933, sostituita da autobus della ditta Felice Fossati di Biella, che permisero di ridurre la durata del percorso da due ore a 45 minuti.

## Caratteristiche
|  | Unknown route-map component "uexKBHFa" |

|  | Unknown route-map component "uexHST" |

|  | Unknown route-map component "uexHST" |

|  | Unknown route-map component "uexHST" |

|  | Unknown route-map component "uexBHF" |

|  | Unknown route-map component "uexHST" |

|  | Unknown route-map component "uexBHF" |

|  | Unknown route-map component "uexBHF" |

|  | Unknown route-map component "uexHST" |

|  | Unknown route-map component "uexBHF" |

|  | Unknown route-map component "uexBHF" |

|  | Unknown route-map component "uexHST" |

|  | Unknown route-map component "uexBHF" |

|  | Unknown route-map component "uexHST" |

|  | Unknown route-map component "uexHST" |

| Unknown route-map component "uexWBRÜCKE1" |

|  | Unknown route-map component "uexKBHFe" |

La linea tranviaria era a scartamento ridotto di 750 mm, e si sviluppava per 29,342 km; il raggio minimo di curva era di 38 metri, la pendenza massima del 29 per mille (toccata nella tratta tra Anzasco e Viverone). La velocità massima ammessa era di 18 km/h.

### Percorso

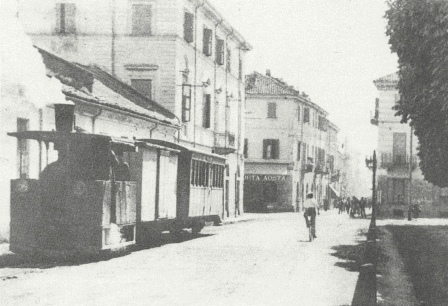
Santhià, convoglio presso Porta Aosta nel 1933

I convogli partivano dal deposito-officina di viale Monte Stella a Ivrea, attrezzato con piattaforma girevole e piano caricatore.
Superata la circonvallazione, allora in terra battuta, i convogli effettuavano una prima sosta, prevista in orario in circa mezz'ora, di fronte al locale denominato Caffè ristorante del Tramway.
Attraversate piazza Balla, corso Massimo D'Azeglio e corso Vercelli, la linea imboccava quindi la strada statale 228, attraversando le località di Burolo, Bollengo, Palazzo Canavese (la cui stazione risulta ancora esistente, trasformata in bar), Piverone e Anzasco, dove il binario si portava sulla sinistra della carreggiata; erano dunque servite Viverone, Roppolo e Cavaglià (dove aveva sede l'officina), effettuando in totale ventidue fermate e terminando la corsa a Santhià in via Puccini dopo aver attraversato il Naviglio di Ivrea.
Il capolinea era ubicato nelle immediate adiacenze della stazione ferroviaria.

## Materiale rotabile
Comprese le quattro della dotazione originaria, in totale la Société Générale des Chemins de Fer Economiques impiegò sulla linea sei locomotive a vapore a due assi di tipo tranviario, costruite dalla Maschinenfabrik Esslingen tra il 1881 e il 1883 e in grado di toccare i 20 km/h di velocità massima. Dopo 1918 infatti si aggiunsero al parco due unità provenienti dalla tranvia Biella-Cossato, chiusa nel 1915, che presentavano peraltro prestazioni meno brillanti di quelle della dotazione originaria e facevano parte di un gruppo di cinque locomotive acquistate dalla "belga" per l'esercizio su entrambe le linee.
Il parco rotabili era completato nel 1927 da tredici rimorchiate a due assi e trentaquattro carri merci.

### Materiale motore - prospetto di sintesi
| Unità        | Anno di costruzione | Costruttore | N. costruzione | Rodiggio | Note                                                  |
| ------------ | ------------------- | ----------- | -------------- | -------- | ----------------------------------------------------- |
| 1 - Piverone | 1882                | Esslingen   | 1884           | B        |                                                       |
| 2 - Anzasco  | 1882                | Esslingen   | 1885           | B        |                                                       |
| 3 - Cavaglia | 1882                | Esslingen   | 1886           | B        |                                                       |
| 4 - Ivrea    | 1882                | Esslingen   | 1887           | B        |                                                       |
|              | 1882                | Esslingen   | 1895           | B        | Ex 3 - Sesia, acquisita nel 1918 dalla Biella-Cossato |
|              | 1883                | Esslingen   | 1955           | B        | Ex 4, acquisita nel 1918 dalla Biella-Cossato         |